# Dlouhá Ves (Holčovice)

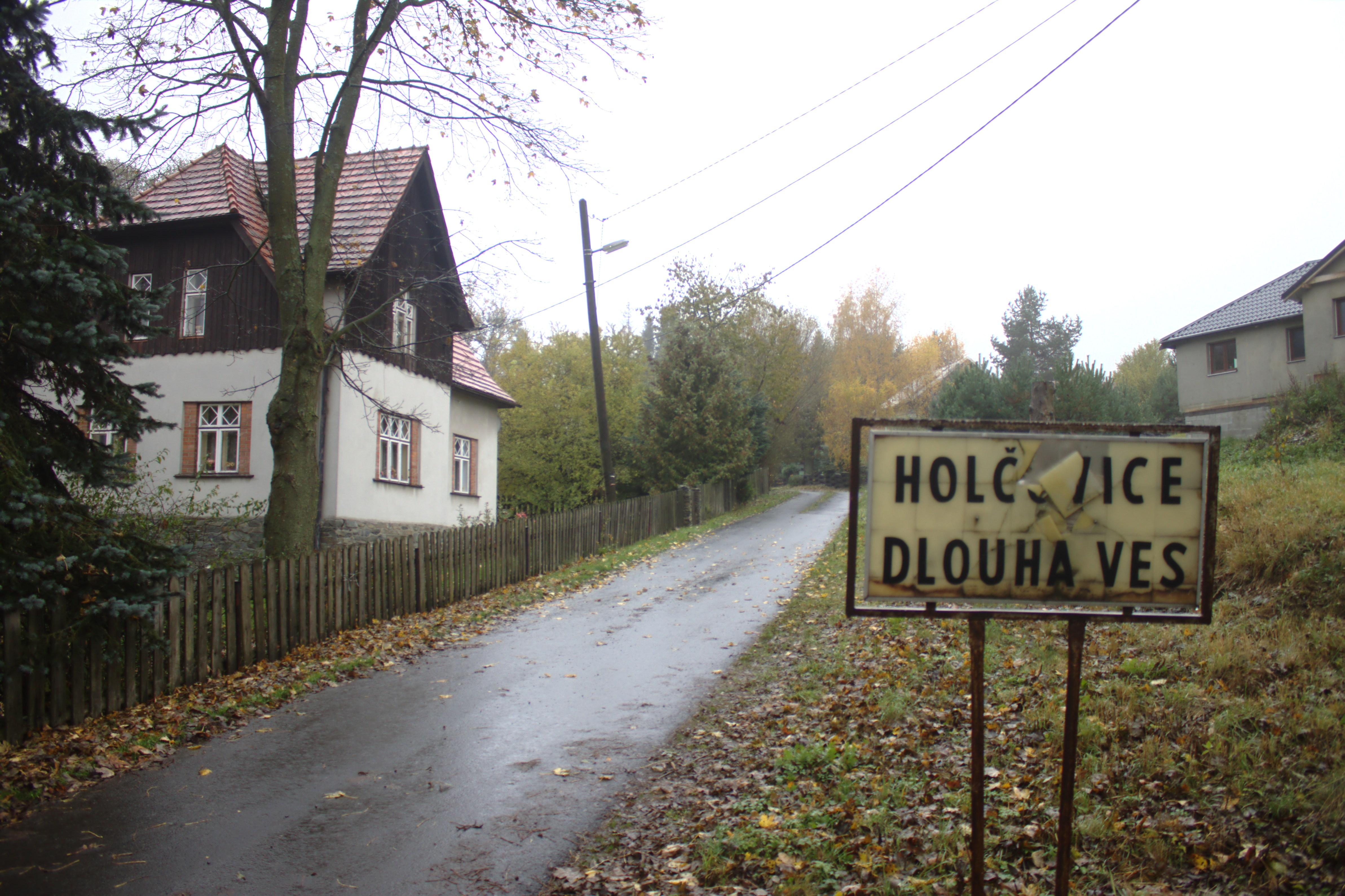
Nordwestliche Ortseinfahrt

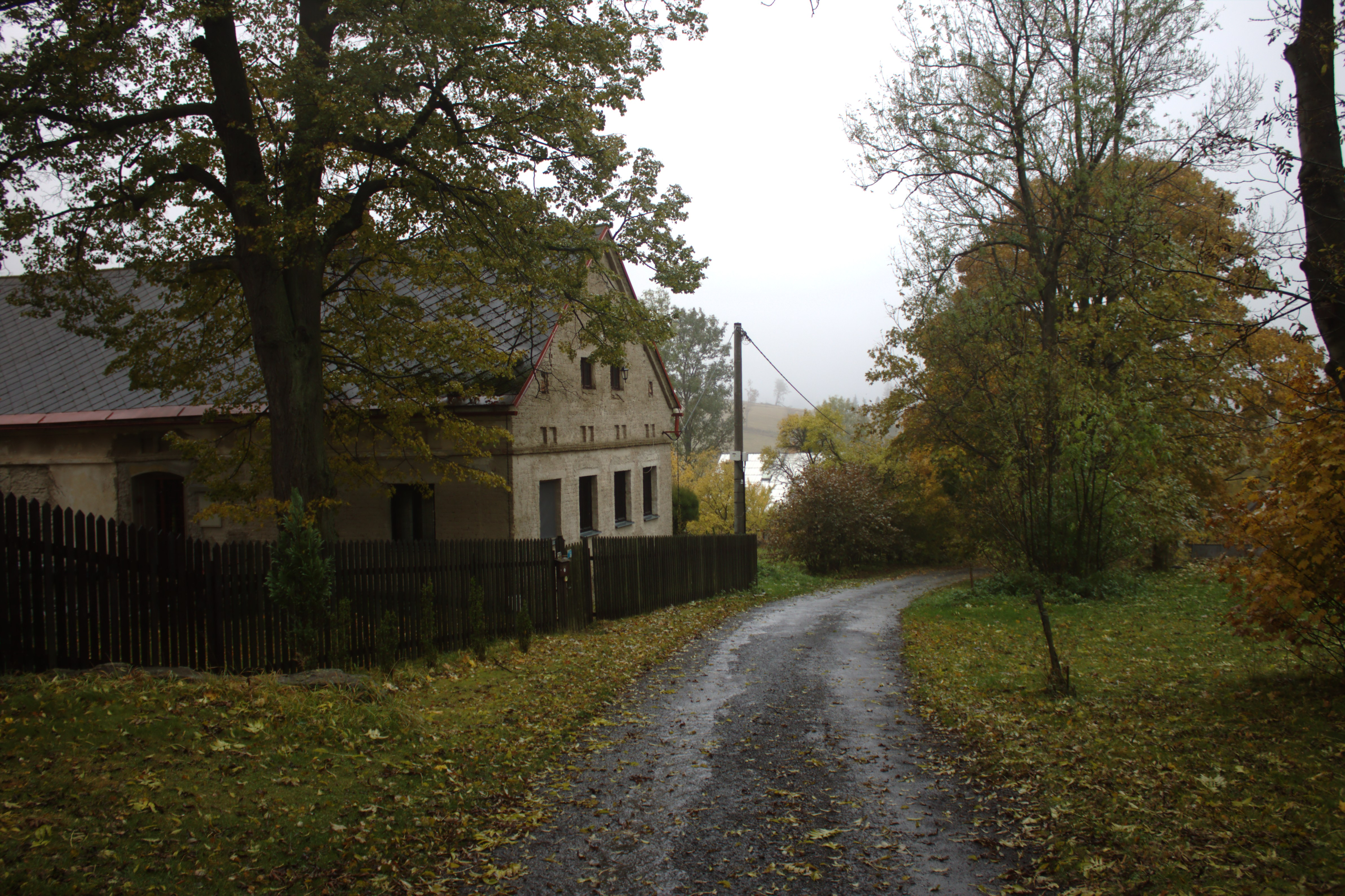
Gehöft im Ortszentrum

Dlouhá Ves (deutsch Langendorf) ist ein Ortsteil der Gemeinde Holčovice (Hillersdorf) in Tschechien. Er liegt sieben Kilometer südwestlich von Město Albrechtice (Olbersdorf) und gehört zum Okres Bruntál.

## Geographie
Der als Hufendorf angelegte Ort Dlouhá Ves erstreckt sich in der Brantická vrchovina (Bransdorfer Hügelland) an der Bedřichova hora (Friedrichsberg, 745 m. n.m.) zwischen den Tälern zweier Bäche. In Dlouhá Ves befindet sich eine der Quellen des Kobylí potok (Kobelfloß); dieser Bach durchfließt den nordwestlichen Teil des Dorfes und ist ein Zufluss der Opava (Oppa). Ein weiterer Kobylí potok (Kohlbach), der südlich der Bedřichova hora – ebenfalls auf der Gemarkung von Dlouhá Ves – entspringt, mündet in die Opavice (Goldoppa); der südöstliche – heute weitgehend wüste – Teil von Dlouhá Ves liegt im Tal eines linken Nebenbaches zu diesem Kobylí potok. Durch den nordwestlichen Teil von Dlouhá Ves führt die Staatsstraße II/452 zwischen Holčovice und Karlovice (Karlsthal).
Nachbarorte sind Dolní Holčovice (Nieder-Hillersdorf), Hejnov (Heindorf), Hutě (Hütte) und Česká Ves (Neudörfel) im Norden, Žáry (Oberschaar) im Nordosten, Křížová (Kreuzberg) im Osten, Staré Purkartice (Alt Bürgersdorf) und Krasov (Kronsdorf) im Südosten, Široká Niva (Breitenau) und Pocheň (Pochmühl) im Süden, Nové Purkartice (Neu Bürgersdorf) und Karlovice im Südwesten, Jelení (Hirschberg) im Westen sowie Horní Holčovice (Ober-Hillersdorf) im Nordwesten.

## Geschichte
Das Dorf Langendorf wurde 1606 durch den protestantischen Erbherrn der zum schlesischen Herzogtum Troppau gehörigen Herrschaft Gotschdorf, Jaroslaus Skrbenský von Hrzistie (Jaroslav Skrbenský z Hříště) gegründet. Später bestätigten die Brüder Karl Franz und Georg Leopold Skrbenský dem Ortsrichter Gottfried Schmid die alten Rechte.
Nachdem das Herzogtum Troppau 1614 dem Katholiken Karl von Liechtenstein zugefallen war, begann dieser mit der Rekatholisierung der Bevölkerung. Karl Eusebius von Liechtenstein setzte dies fort, blieb aber damit in der Herrschaft Gotschdorf wenig erfolgreich, da sich die protestantischen Grundherren, Johann Skrbenský und dessen Sohn Christoph Bernhard, diesem Bestreben widersetzten. Die 1670 vom Olmützer Jesuitenkollegium nach Gotschdorf entsandten Missionare Arnold Engel und Johann Pinter stießen auf ständigen passiven Widerstand. Nachdem Engel, der von den Protestanten „Jesu-Wüter“ genannt wurde, mit Hilfe der Jägerndorfer Dragoner die protestantischen Kirchen in Hillersdorf, Gotschdorf und Neudörfl sowie den Hillersdorfer Friedhof beschlagnahmen ließ und an die Katholiken übergab, legten die Dorfgemeinden Langendorf, Hirschberg, Hillersdorf, Kuttelberg, Neudörfl und Kreuzberg am 15. Dezember 1670 Protest ein und verwiesen auf die den Prostestanten 1605 durch den Kirchengründer Jaroslaus Skrbenský erteilten Privilegien. Der Prostest blieb erfolglos, auch dem Grundherrn Christoph Bernhard Skrbenský waren in dieser Sache die Hände gebunden. 1671 setzte das Olmützer Kollegiatstift Andreas von Eka als neuen Administrator für die „Ketzerherde“ in der Pfarrei Neudörfl ein. Er erhielt einen unfreundlichen Empfang und resignierte 1672 wegen Geldmangels. Im Karolinischen Kataster aus den 1730er Jahren sind für Langendorf 45 Gärtner aufgeführt.
Die Bevölkerung von Langendorf, Hirschberg, Kuttelberg und Hillersdorf blieb mehrheitlich evangelisch, auch in Kammer und Heindorf hielt sich eine starke evangelische Minderheit. Ab 1760 wurde in Hirschberg Schulunterricht abgehalten, den auch die Kinder von Langendorf besuchten. Nach der Fertigstellung der neuen evangelischen Schule in Hirschberg im Jahre 1780 wurden dort auch die katholischen Kinder aus Langendorf unterrichtet. 1782 wurde in Hillersdorf wieder eine evangelische Kirche errichtet. Langendorf blieb auch nach der 1786 erfolgten Gründung der katholischen Pfarrei Hillersdorf nach Neudörfl eingepfarrt. 1828 entstand im Unterdorf von Langendorf eine katholische Schule für die Kinder der Katholiken aus Hirschberg und Langendorf.
Die Herren Skrbenský hielten die Herrschaft Gotschdorf über zweieinhalb Jahrhunderte; 1831 musste sie Karl Traugott Gabriel Skrbenský wegen Überschuldung an Karl von Strachwitz verkaufen.
Im Jahre 1835 standen in Langendorf 86 Häuser mit 574 deutschsprachigen Einwohnern, überwiegend Protestanten. Haupterwerbsquelle war die Landwirtschaft. Im Ort gab es eine Schule. Katholischer Pfarrort war Neudörfl; die Protestanten waren nach Hillersdorf gepfarrt. Die Nutzfläche umfasste 326 Joch Ackerland, 111 Joch Wald, 79 Joch Hutweiden und 24 Joch Wiesen. Nach dem Tode des Karl von Strachwitz ging die Herrschaft 1837 an seinem Schwiegersohn Heinrich von Arco über. Im Ortszentrum von Langendorf wurde 1839 eine evangelische Schule fertiggestellt. Bis zur Mitte des 19. Jahrhunderts blieb Langendorf der Herrschaft Gotschdorf untertänig.
Nach der Aufhebung der Patrimonialherrschaften bildete Langendorf / Dlouhá Ves ab 1849 einen Ortsteil der Gemeinde Hirschberg im Gerichtsbezirk Olbersdorf. 1859 wurde in Langendorf ein evangelischer Friedhof geweiht. Ab 1869 gehörte Langendorf zum Bezirk Jägerndorf. Zu dieser Zeit hatte das Dorf 582 Einwohner und bestand aus 87 Häusern. Im Jahre 1870 entstand die Gemeinde Langendorf. Nach dem Inkrafttreten des Reichsvolksschulgesetzes wurde die zentral gelegene evangelische Schule 1874 zur öffentlichen Volksschule von Langendorf erklärt. Die katholische Schule wurde danach noch einige Zeit als Privatschule weitergeführt, ging dann aber ein. Die Freiwillige Feuerwehr wurde 1888 gegründet. Im Jahre 1900 lebten in Langendorf 473 Personen, 1910 waren es 411. Nach dem Ende des Ersten Weltkrieges 1918 wurde Langendorf Teil der neugegründeten Tschechoslowakei. Beim Zensus von 1921 lebten in den 88 Häusern von Langendorf / Dlouhá Ves 364 Personen, darunter 359 Deutsche. Im Jahre 1930 bestand die Gemeinde Langendorf aus 85 Häusern und hatte 378 Einwohner; 1939 waren es 377.  Nach dem Münchner Abkommen wurde die Gemeinde im Herbst 1938 dem Deutschen Reich zugesprochen und gehörte bis 1945 zum Landkreis Jägerndorf. Nach dem Ende des Zweiten Weltkrieges 1945 kam Dlouhá Ves zur Tschechoslowakei zurück. Die deutschsprachige Bevölkerung wurde in dieser Zeit größtenteils vertrieben und der Ort nur schwach wiederbesiedelt. 1950 lebten in den 23 Häusern von Dlouhá Ves nur noch zwölf Personen. Die meisten Häuser des Dorfes blieben unbewohnt und verfielen. In den 1950er Jahren wurden fast alle Häuser in der Ortsmitte und dem südöstlichen Teil abgerissen. Zum 1. Januar 1951 erfolgte die Eingemeindung nach Holčovice. Mit Beginn des Jahres 1961 wurde Dlouhá Ves in den Okres Bruntál umgegliedert. Im Jahre 1970 hatte Dlouhá Ves 37 Einwohner. 1991 bestand das Dorf aus sechs Wohnhäusern und hatte neun Einwohner. Beim Zensus von 2011 lebten in den acht Häusern von Dlouhá Ves 15 Personen.

## Ortsgliederung
Der Ortsteil Dlouhá Ves bildet einen Katastralbezirk.

## Sehenswürdigkeiten
- Gedenkstein für die Gefallenen des Ersten Weltkrieges, in der ehemaligen Ortsmitte.
- Ehemaliger evangelischer Friedhof, nördlich der Bedřichova hora. Auf dem verwilderten Gelände sind Reste von Grabsteinen aus der Zeit vor dem Zweiten Weltkrieg erhalten